# Clibanarius fonticola
Clibanarius fonticola är den enda arten av Eremitkräfta i världen som lever i sötvatten. Den finns på ön Espiritu Santo, Vanuatu.  Medan ett flertal andra eremitkräftor är landlevande eller bor i flodmynningsmiljöer, är C. fonticola den enda arten som tillbringar sitt liv i sötvatten. Den bor i en damm som matas av källor nära byn Matevulu, nära en övergiven landningsplats. De vuxna eremitkrabborna av denna art använder alla skal av Clithon corona. 

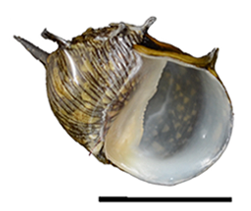
Tomt skal av Clithon corona. Skalstången är 10 mm.